# Дядошани

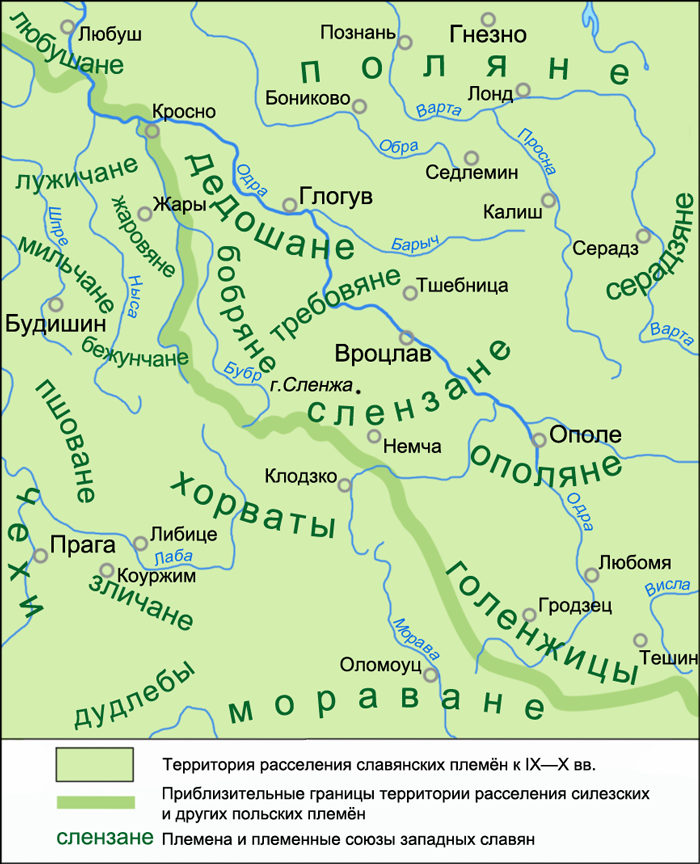
Дядошани на карті

Дядошани — західно-слов'янське плем'я, яке жило на ріці Одер. Входило в союз лютичів. Сусідами племені дядошани були лужицькі серби. Головне місто дядошан було місто Глогув. У 1000 році на території дядошан під містом Ілава відбулася битва імператора Оттона III з військами польського князя Болеслава Хороброго. Плем'я дядошани було колонізовано саксами і онімечено. Після Другої світової війни землі дядошан перейшли до Польщі. Згадуються Баварським географом.